# Dronning Gunhild (moselig)
Dronning Gunhild er et almindeligt (men sagligt forkert) navn for det moselig, som blev fundet i Haraldskær Mose 10 km vest for Vejle i 1835.

## Dronning Gunhild og Harald Blåtand
Historikeren Niels Matthias Petersen foreslog i en artikel fra 1836-1837, at liget skulle være dronning Gunhild fra Norge, der ifølge folkesagn skulle have været gift med Harald Blåtand, men blev myrdet på Haralds foranledning inden brylluppet blev realiseret. Efter nutidig tænkemåde virker identifikation nærmest grotesk, men det var endnu på den tid almindeligt, at oldsager blev identificeret som begreber og personer kendt fra skriftlige kilder. Få år senere, 1842-1843 påviste Jens Jacob Asmussen Worsaae imidlertid i to artikler hvor fejlagtig antagelsen var. Inden man blev klar over fejltagelsen var "dronning Gunhild" dog blevet behørigt begravet i Sankt Nikolaj Kirke i Vejle i en træsarkofag betalt af Frederik 6.
Senere undersøgelser har påvist at liget stammer fra ca. 490 f.Kr, hvilket vil sige begyndelsen af jernalderen og altså længe før Harald Blåtand og vikingetiden. Det blev i 1979 undersøgt på Århus Kommunehospital, og i april 2005 blev en ny undersøgelse foretaget på Århus Sygehus. Moseliget lå indtil den 9. november 2012 i Sankt Nikolaj Kirke i Vejle, men ligger nu permanent på Kulturmuseet i Spinderihallerne.
Strontiumisotopanalyse har været foretaget på kvindens hår og hendes beklædning.

## Dronning Gunhild i digtningen
Blichers digt "Dronning Gunnild" (1841) i ADL Arkiveret 11. marts 2007 hos  Wayback Machine
Jens Christian Hostrup indførte Dronning Gunhild i sit sangspil
En Spurv i Tranedands Arkiveret 11. marts 2007 hos  Wayback Machine (1846), hvor hun bl.a. siger:
For flere hundred Aar tilbage
var jeg en Konges Viv, Kong Eriks, han,
som for sin Herskelyst, sit vilde Mod,
af Norrigs Bønder kaldet blev Blodøxen.